# Monique Frize
Pour les articles homonymes, voir Frize et Aubry.

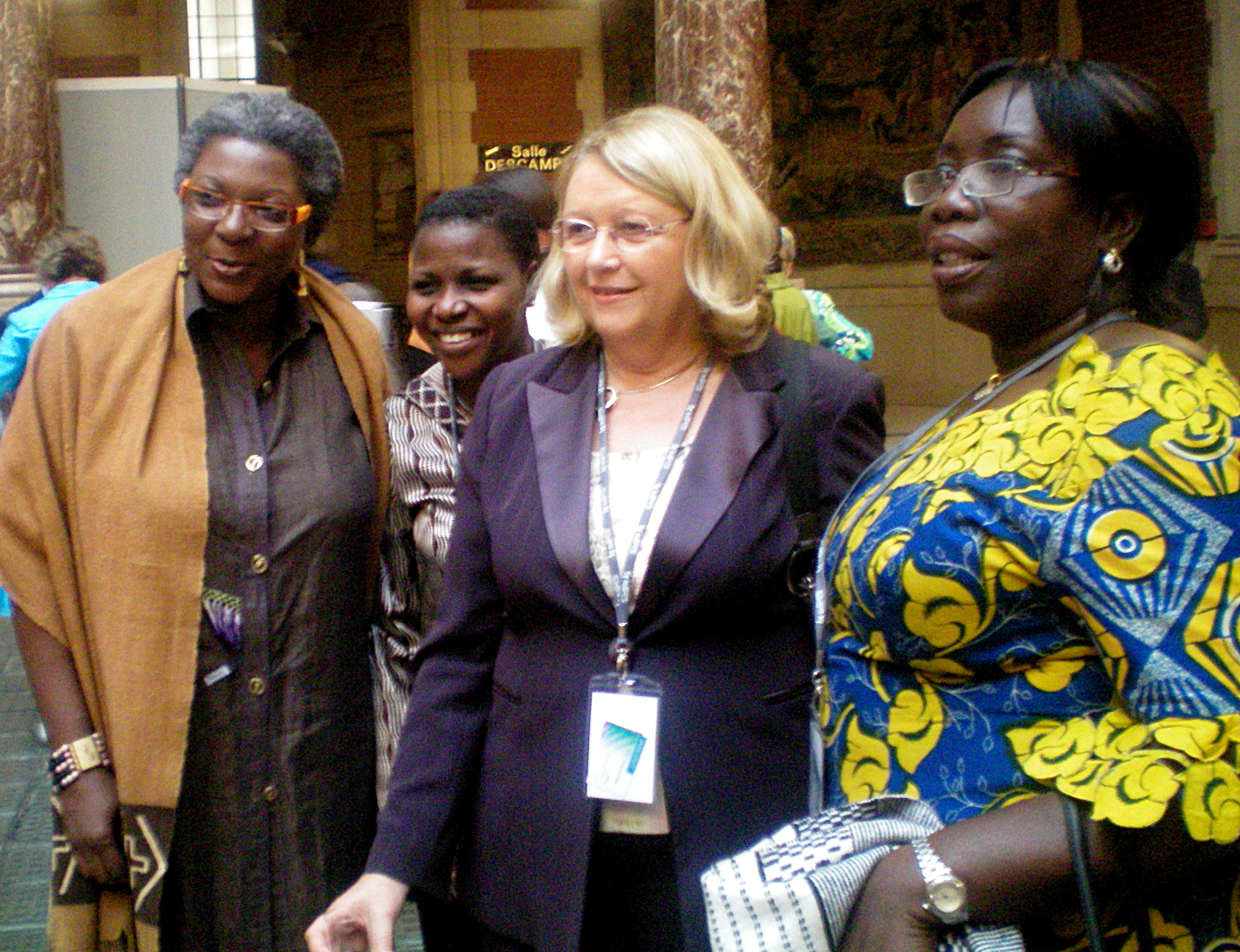
Monique Frize (au centre) en 2008

Monique Frize, OC, née Monique Aubry (7 janvier 1942 à Montréal au Québec au Canada - ) est une ingénieure biomédicale et professeure canadienne, spécialiste des instruments médicaux et des systèmes d'aide à la décision. Ses recherches scientifiques et ses efforts de vulgarisation lui ont notamment valu de recevoir la prestigieuse distinction d'Officier de l'Ordre du Canada.

## Éducation
Monique Frize a obtenu un baccalauréat en sciences appliquées (B.A.Sc.) en génie électrique de l'Université d'Ottawa en 1966, devenant ainsi la première Canadienne à obtenir un diplôme de ce programme à l'université. De 1967 à 1969, Mme Frize a été Athlone Fellow (en) pendant qu'elle complétait sa maîtrise en génie médical à l'Imperial College London. En 1986, elle a obtenu une maîtrise en administration des affaires (MBA) de l'Université de Moncton. En 1989, elle a obtenu un doctorat de l'Université Érasme de Rotterdam.

## Carrière

### Industrie
Monique Frize a travaillé comme ingénieure clinicienne pendant 18 ans, en à l'Hôpital Notre-Dame de Montréal, au Québec (1971-1979), avant de devenir directrice du Service régional d'ingénierie clinique de Moncton, au Nouveau-Brunswick. Pendant son séjour à Moncton, elle est devenue la première présidente de la division de l'ingénierie clinique de la Fédération internationale du génie médical et biologique (en) (IFMBE),, de 1985 à 1990. Mme Frize a été élue présidente du Conseil des sociétés de la FIBM de 2015 à 2022 et membre du Conseil de la Fédération.

## Activités académiques
En 1989, Mme Frize a été nommée première titulaire de la chaire universitaire Nortel-CRSNG pour les femmes en génie à l'Université du Nouveau-Brunswick et première professeure de génie électrique. En 1997, elle a été nommée professeure au département de génie des systèmes et de l'informatique de l'Université Carleton et professeure à l'École d'ingénierie et de technologie de l'information de l'Université d'Ottawa. En 2018, elle était professeure distinguée de recherche et professeure émérite.
Elle est également membre fondatrice du Réseau international des femmes ingénieures et scientifiques et en a été la présidente de 2002 à 2008, en plus d'être présidente de l'Institut d'éducation et de recherche depuis 2007. En 2018, en collaboration avec Bibliothèque et Archives Canada et la Bibliothèque de l'Université d'Ottawa - Archives et collections spéciales, elle a dirigé une initiative visant à développer un centre d'expertise pour documenter l'histoire des femmes qui ont contribué aux sciences, à la technologie, à l'ingénierie et aux mathématiques au Canada. Le Réseau international des femmes ingénieures et scientifiques est maintenant l'Institut canadien pour les femmes en ingénierie et en sciences.

## Recherche scientifique
Les intérêts de recherche de Mme Frize comprennent l'imagerie médicale, les systèmes d'aide à la décision clinique, les questions de gestion de la technologie médicale (ingénierie clinique) et les services techniques pour les hôpitaux des pays en développement.